# Propraetor
En propraetor var i romerska riket en praetors ställföreträdare i Romerska republiken. De var ofta ståthållare i romerska provinser och agerade i praetorns ställe.